# Могильник курганний «Товста Могила»
Могильник курганний «Товста Могила» (4 кургани) розташована в Тернівському районі м. Кривий Ріг. 

## Передісторія
Курганна група була виявлена в 2002 р. археологом В. В. Тітовим. Відноситься до епохи бронзи. Повторний огляд проведено у 2009 р. археологом О. О. Мельником.

## Пам’ятка
Могильник складається з 4-х насипів. Головний курган у групі – «Товста могила», інші три знаходяться на відстані в 0,5 км на північний захід від «Товстої могили». Огорожа та інформаційні таблички відсутні.
Насип «Товстої могили» має вигляд сплощеної напівсфери з чисельними сучасними ямами, та заплившими окопами часів Другої світової війни. На східній половині ростуть кущі і дерева. На вершині кургану яма до 2 м в поперечнику і 2 м глибиною. Поверхня задернована. Висота насипу 5,2 м, діаметр до 60 м.
Другий курган – насип висотою до 0,5 м, діаметром до 15 м, знаходяться в лісопосадці. По полі насипу, з півдня, проходить доріжка просіки, у східному секторі запливший рів шириною 0,6 м, глибиною 0,2 м. Поверхня задернована. Навколо насипу ростуть дерева висотою понад 10 м.
Третій курган – насип висотою до 2,5 м, діаметром 43 м, має вигляд напівсфери, що сильно розплилася. Поверхня частково заросла, бугриста. У південному секторі траншея шириною до 2 м, глибина 4,5 м по всій площі схилу. На східній полі яма 4х5 м, глибиною до 0,6 м. Північний сектор насипу заріс кущами і деревами. Курган з усіх боків оточений листвяними деревами.
Четвертий курган – насип зруйновано повністю, на місці кургану в 2007 р. зафіксовано виїмку глибиною 0,5 м. Відвал поруч, задернований.